# Psihologija športa
Psihologija športa je specijalizirana grana psihologije koja se bavi motivacijom sportaša, psihičkim problemima i poremećajima sportaša, psihološkom pripremom za velike sportske izazove, probleme sa strahom i anksioznošću koji utječu na performansu sportaša, i drugim problemima.  